# Листоїд рудий
Листоїд рудий (Chrysolina staphylea) — вид жуків роду Хризоліна (Chrysolina) підродини хризомелін родини листоїдів.

## Поширення
Вид поширений в Європі, на Кавказі, в Малій Азії, Казахстані, Сибіру, Монголії, Китаї та на Корейському півострові.

## Спосіб життя
Мешкають на сирих луках, водно-болотних угіддях і в лісистій місцевості. У сутінках і вночі жуки харчуються на кормових рослинах, а в світлий час ховаються під каменями. Імаго харчуються листям рослин різних родин, у тому числі айстрових (деревій звичайний, айстра солончакова), подорожникових (подорожник ланцетолистий, подорожник морської), жовтецевих (жовтець повзучий), глухокропивових (глуха кропива, м'ята) і звіробійних (звіробій). Личинки живляться тими ж рослинами.

## Підвиди
- Chrysolina staphylaea arthritica Bechyné, 1950
- Chrysolina staphylaea daurica (Gebler, 1832)
- Chrysolina staphylaea lederi (Weise, 1878)
- Chrysolina staphylaea staphylaea (Linnaeus, 1758)